# Gazeta Prowincjonalna Ziemi Kłodzkiej
Gazeta Prowincjonalna – regionalny miesięcznik o profilu społeczno-gospodarczo-kulturalnym, wydawany od 1993 w Kłodzku.

## Informacje ogólne
W postaci drukowanej (do nr 12(1177) z 2023).
- nakład – 1 tysiąc
- liczba stron – 44, drukowany metodą offsetową z kolorową okładką na papierze kredowym,
- zasięg – 16 gmin, w tym powiat kłodzki i kilka gmin z powiatu ząbkowickiego,
- sprzedawalność – 75%
- punkty sprzedaży – 282, w tym 125 własnych
- ukazuje się 1. dnia miesiąca

Od numeru 1178 (1/2024) miesięcznik ukazuje się w internecie.

## Historia
„Gazeta Prowincjonalna Ziemi Kłodzkiej” została założona 1 września 1993 jako prywatny tygodnik przez Mirosława Awiżenia (właściciela Oficyny Wydawniczej „Brama”, od której wzięła swoją nazwę), redaktora naczelnego. Zastępcą redaktora naczelnego jest Krystyna Oniszczuk-Awiżeń. Od 19 października 1993 do 22 kwietnia 1994 wydawana była cztery razy w tygodniu (od wtorku do piątku). W późniejszym okresie znów stała się tygodnikiem, a od stycznia 2012 ukazuje się jako miesięcznik.
Nazwa Gazety jest długa i w związku z tym w pierwszym okresie jej istnienia trudno było ją wyeksponować. Redakcja zastosowała rozwiązanie znacznie poprawiające rozpoznawalność Gazety. Ponad nazwą umieszczono malutkimi literami napis – Wydawca: Oficyna Wydawnicza oraz bardzo dużą czcionką słowo „Brama”. W ten sposób nazwa wydawnictwa stała się poniekąd drugim tytułem pisma, a dla wielu czytelników pierwszym.
Zespół redakcyjny tworzyli.in. Maciej Awiżeń, Magdalena Duszyńska, Jerzy Lica, Jan Pokrywka, Magdalena Łopuszańska, Marek Gałowski, Justyna Charłamów, Izabela Zamojska, Zbigniew Oliwa.

## Układ tygodnika
Do stałych rubryk miesięcznika należą: bieżące informacje regionalne, sondaże, wywiady, ciekawe, często kontrowersyjne, felietony, stałe odcinki np. historyczne, lądeckie; dodatki branżowe np. ogrodniczy, edukacyjny, budowlany, medyczny itp. Informator dla małej i średniej przedsiębiorczości. Wiadomości samorządowe Powiatowe zbliżenia. Miesięcznik omawia najważniejsze wydarzenia kulturalne regionu, jego historię i dorobek.